# Jászkun Volán
Jászkun Volán ([ˈjaːskun ˈvolaːn]) est une compagnie de bus d'État hongrois desservant Szolnok et le comitat de Jász-Nagykun-Szolnok. En janvier 2015, elle fusionne dans le KMKK.